# 無気肺

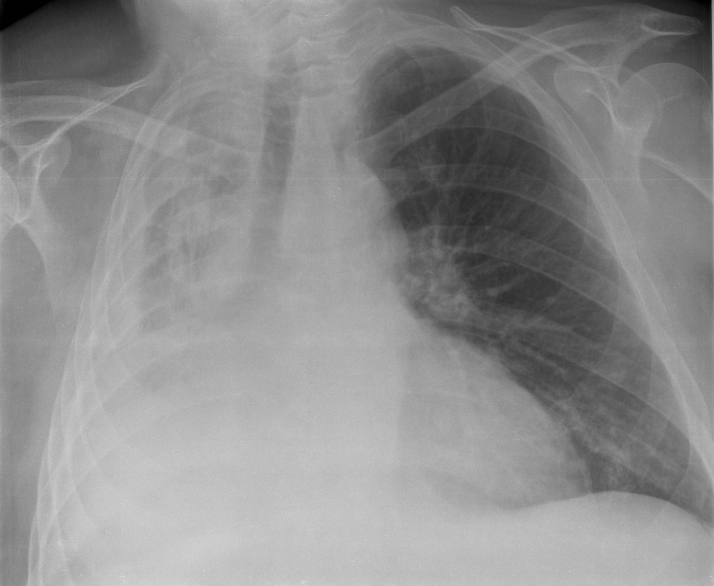
胸部単純X線写真上、右肺全体の無気肺を認める

無気肺（むきはい、英語: atelectasis）は、気管支異物、腫瘍による閉塞、肺や主気管支などの呼吸器外科手術に伴う合併症として発症する呼吸器疾患。
気管支の内部に外科的処置による出血により進入した血液や、気管・気管支内にある線毛が機能しないことにより貯留した痰、誤嚥した異物、気道を閉塞する腫瘍などが原因となり、それよりも末梢の肺に空気が入っていないため、肺の一部が虚脱した状態にある。
放置しておくと肺炎なども引き起こすため、早期の治療が必要となってくる。痰による場合、強い咳嗽によって排痰などを促していくようにするが、排出できない場合には吸引を行い強制的に排出する。
また、線毛運動を抑制するというところで、呼吸器外科手術だけでなく全身麻酔を用いた手術でも発症する可能性がある。

## 急性無気肺
戦闘機の乗員などが超音速飛行に因って生じた強い圧力で細い気道が塞がれたために発症することがある。このような現象は下側無気肺と呼ばれ、左右の肺の大部分の肺胞が潰れる。
また、交通事故や転落などにより胸部に強い衝撃を受けた場合や爆風などの急激な圧力変化に暴露した場合にも急性無気肺を起こすことが知られている。無気肺になった直後は単に肺に空気が無いだけだが、充血を伴う場合には肺組織の破壊と瘢痕化によって慢性無気肺が起こる場合もある。

## 症状
- 呼吸困難
- 頻呼吸

## 検査
- 動脈血液ガス(ABG)
- 胸部レントゲン写真
- 胸部CT